# 小台伯岛

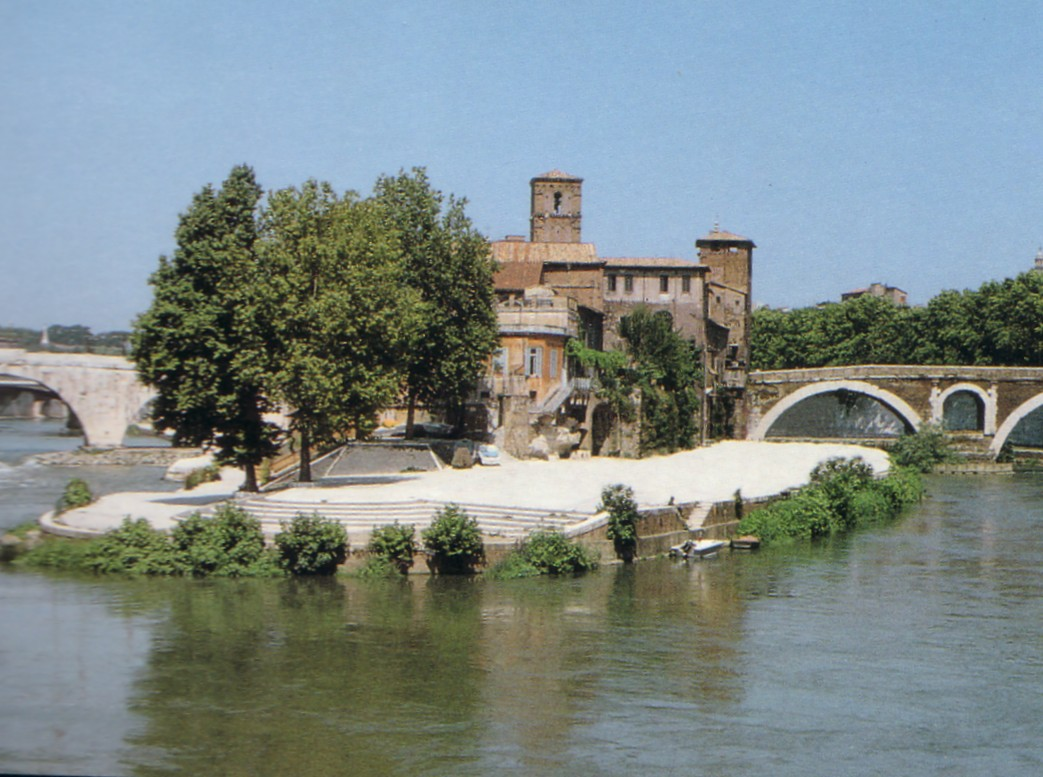
从东南方看台伯岛

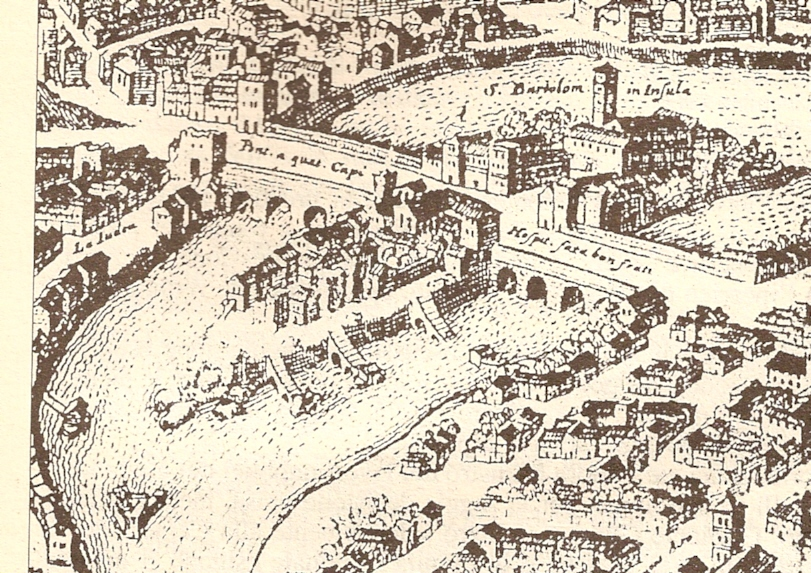
中世纪的台伯岛

小台伯岛（義大利語：Isola Tiberina，拉丁文：Insula Tiberina）是意大利罗马市内台伯河弯曲处的一个船形河中小岛，也是台伯河流经罗马河段唯一的一个岛屿，它大约270米长，67米宽。岛上建有医院，长期以来一直与康复治疗有关。

## 历史
自从古罗马时期以来，该岛就以两座桥梁连接罗马的其他部分，并一度称为“两座桥梁之间的岛屿”。罗马唯一的原版桥梁法布里奇奥桥，连接该岛屿和东北方圣天使区（左岸）的战神广场。切斯提奥桥只保存了一部分原作，连接该岛和南岸（右岸）的特拉斯提弗列。
有一个传说称，公元前510年，可恨的暴君卢修斯·塔克文·苏佩布倒台后，愤怒的罗马人将他的尸体扔进台伯河，他的尸体沉到河底，污物和淤泥积累在周围，最终形成台伯岛。，另一个版本的传说称，人们收集他们鄙视的统治者的小麦和谷物扔进台伯河，最终成为该岛的基础。
在古代，基督教传入罗马之前，因为与它相关的负面传说，人们通常避开台伯岛。只有最严重的罪犯和传染病患者送到这里。但是在岛上建起了阿斯克勒庇俄斯神庙以后，情况发生改变。

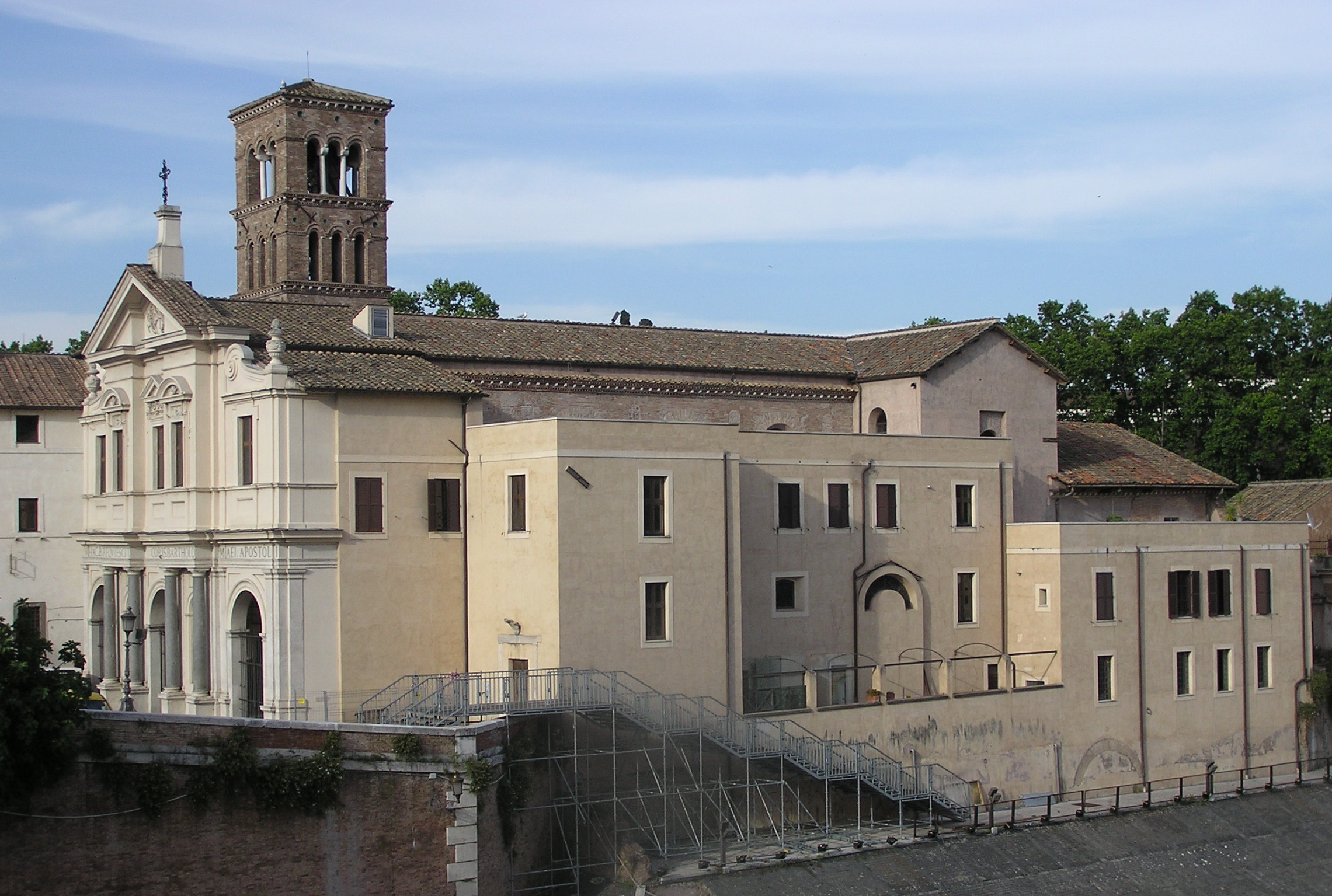
岛上圣巴托洛梅奥圣殿

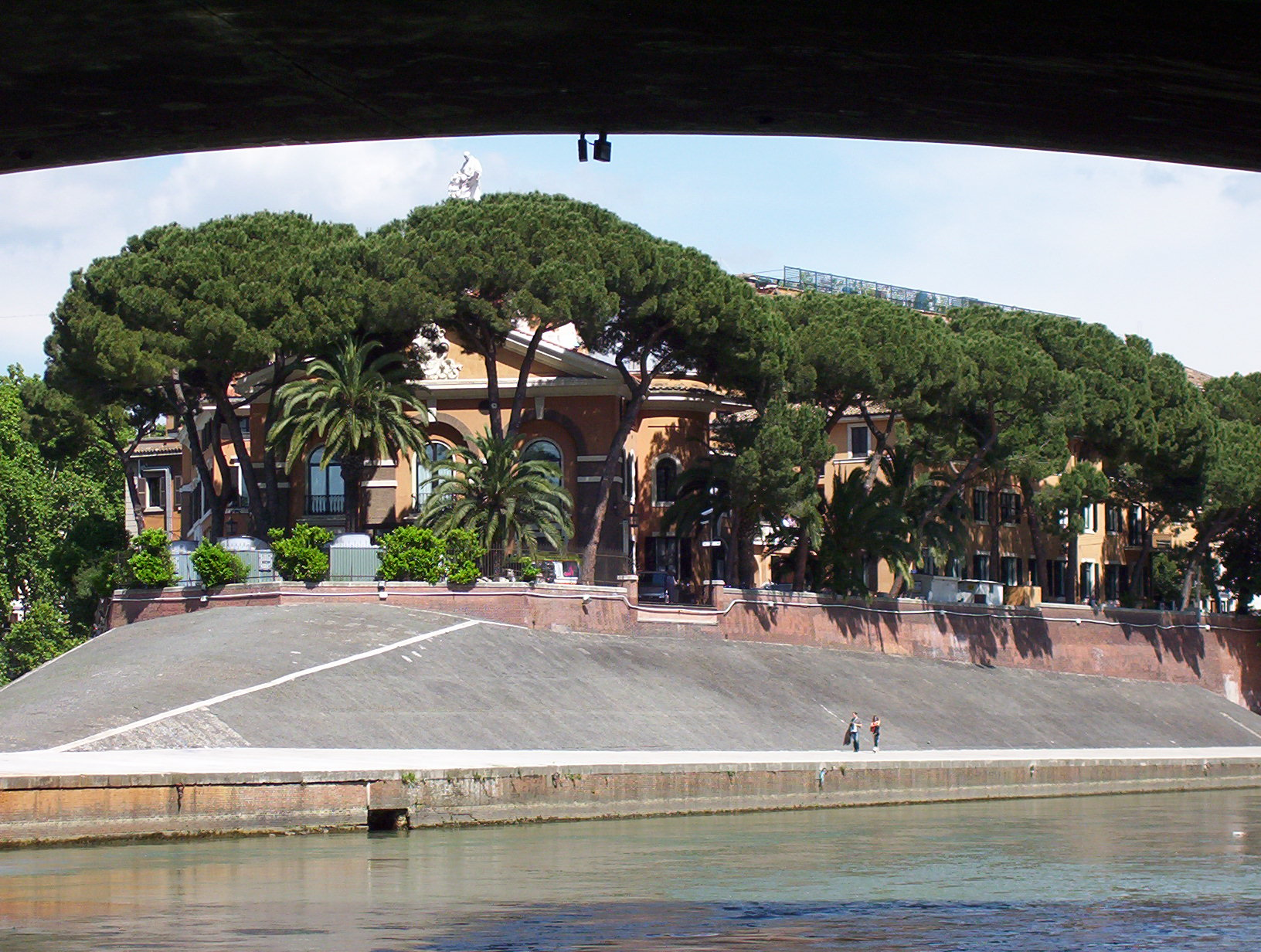
岛屿西端

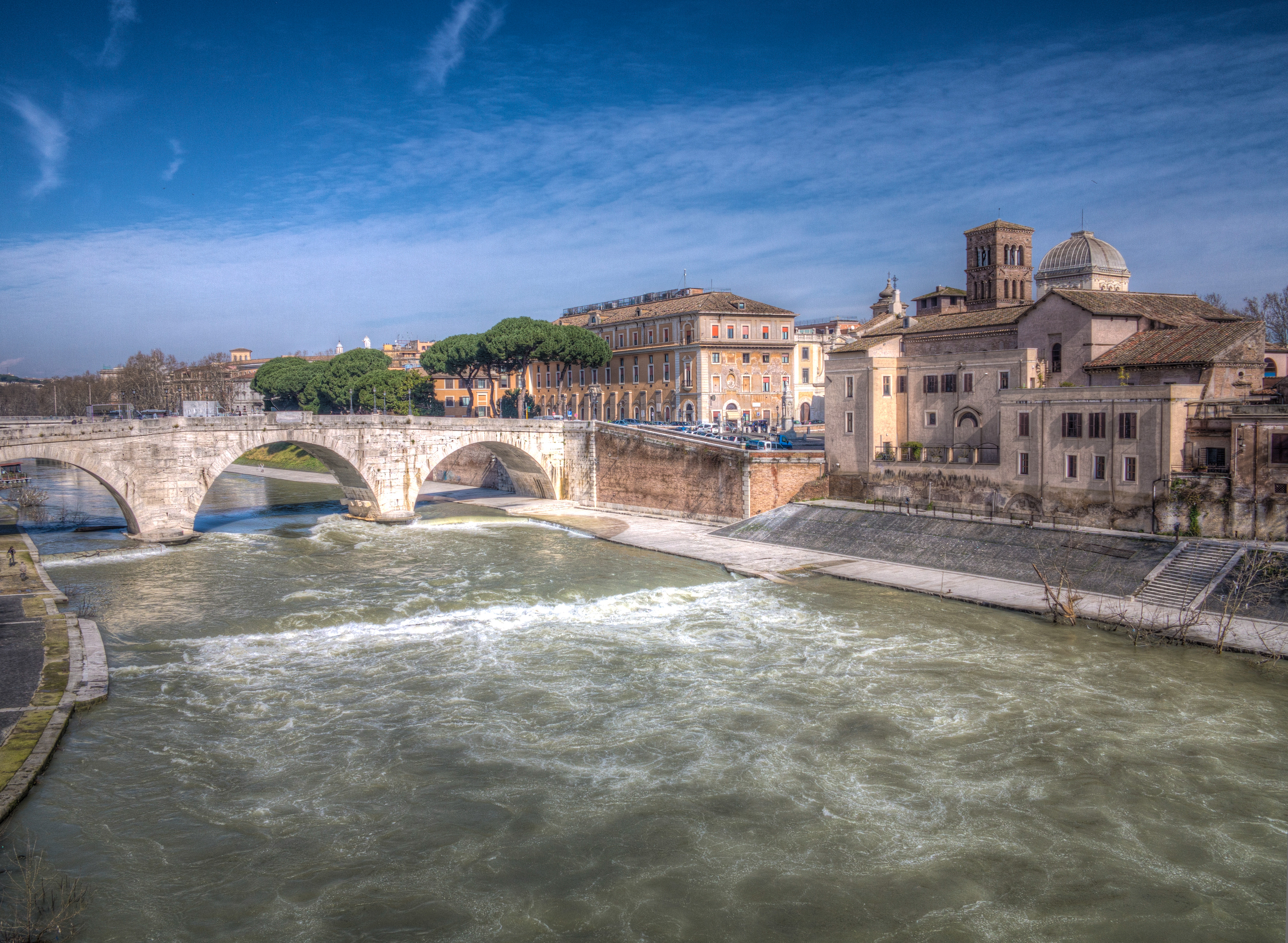

## 节日
在夏天，岛上举办“电影之岛”（Isola del Cinema）电影节罗马市政府在岛上的空地架设露天电影院，供市民观看。